# Parafia św. Władysława w Hamtramck
Parafia św. Władysława w Hamtramck (ang. St. Ladislaus's Parish) – parafia rzymskokatolicka położona w Hamtramck w stanie Michigan w Stanach Zjednoczonych.
Jest ona wieloetniczną parafią w Hamtramck, z mszą św. w j. polskim, dla polskich imigrantów.
Ustanowiona w 1920 roku i dedykowana św. Władysławowi.

## Nabożeństwa w j.polskim
- Niedziela – 11:00